# Тахульф
Тахульф (Thachulf; умер 1 августа 873) — маркграф Сорбской марки (не позднее 849—873), вассал правителя Восточно-Франкского королевства Людовика II Немецкого.
Славяне, пограничные с маркой Тахульфа, давно уже были подчинены франкам и обязаны платить им дань, но постоянно восставали, и Тахульфу приходилось их усмирять. Во время мятежа 849 года франки стали делать большие приготовления для усмирения восставших. Славяне попытались вступить в мирные переговоры и выбрали посредником Тахульфа, но франкские военачальники отвергли их предложения, вступили в битву и потерпели жестокое поражение.
В 859 году Тахульф ходил против чехов, но вскоре по приказанию Людовика II Немецкого прекратил войну. Славянам он внушал большой страх и известие о его смерти вызвало новое восстание.